# José Expósito Leiva
José Expósito Leiva (Úbeda, província de Jaén, 4 de gener de 1918 – Caracas, Veneçuela, 26 d'agost de 1978) fou un periodista i anarcosindicalista andalús.
Durant la Guerra Civil Espanyola s'afilià a la Federació Ibèrica de Joventuts Llibertàries (FIJL), de la que en fou secretari de propaganda el 1938 i redactor de Juventud Libre. La fi del conflicte el va sorprendre al port d'Alacant, on fou fet presoner per les tropes franquistes i tancat al castell de Santa Bàrbara. Traslladat a Madrid, el 24 de gener de 1940 fou condemnat a mort en un consell de guerra sumaríssim, però li fou commutada per 30 anys a causa de la seva joventut. El setembre de 1943 fou deixat en llibertat condicional i s'integrà en la lluita clandestina dins la CNT i l'Aliança Nacional de Forces Democràtiques (ANFD).
El juliol de 1944 assistí al plenari de la CNT a San Fernando (Cadis), on fou nomenat secretari general Sigfrido Catalá Tineo. Quan aquest fou arrestat el desembre de 1945 es convocà un nou Comitè Nacional del que en fou nomenat secretari del Comitè Nacional juntament amb Ramon Rufat Llop (vicesecretari), Antonio Baranco Hanglin (delegat de Llevant), José Piñeiro Zambrano (delegat d'Andalusia), Manuel Fernández Fernández, Manuel Vivario (delegat del Centre), Gonzalo Atienza (delegat de Catalunya) i Mariano Trapero Pozas (delega de les Joventuts Llibertàries).
Cap al setembre de 1945 passà a França i després a Mèxic, on s'integrà als dos governs republicans a l'exili presidits per José Giral Pereira fins al 1947. El seu càrrec dins la CNT fou ocupat per César Broto Villegas. Partidari de la participació dels anarquistes en el govern republicà, el 1946 signà un manifest a favor de la convocatòria d'un plebiscit a Espanya i el 1948 es mostrà partidari de convertir el Moviment Llibertari Espanyol en partit polític. El 1949 s'establí a Veneçuela, on fou marginat de la CNT el 1961 per la seva postura partidària de la participació en política. Treballà com a corresponsal de France Presse i continuà col·laborant amb la premsa llibertària fins a la seva mort.

## Obres
- Hora Durruti. Conferencias pronunciadas ante el micrófono de Unión Radio (1938)
- En nombre de Dios, de España y de Franco. Memorias de un condenado a muerte (1948)